# 주한 아일랜드 대사관
주한 아일랜드 대사관(영어: Embassy of Ireland, Republic of Korea)은 대한민국 서울특별시 종로구 수송동 146-1 이마빌딩 13층에 위치하고 있는 아일랜드 대사관이다. 현직 주한 아일랜드 대사는 미쉘 윈트럽이다.

## 역사
아일랜드는 1983년 10월 7일에 대한민국과 수교했다. 대한민국은 1987년 7월에 아일랜드 더블린에 주아일랜드 대한민국 대사관을 설립했고 아일랜드는 1989년 9월에 대한민국 서울에 주한 아일랜드 대사관을 설립했다.

## 주요 업무
주요 업무는 대한민국 정부와의 외교 교섭과 국제 협력, 경제, 통상 교섭, 양국 문화, 학술, 체육 교류 및 협력, 외교 정책 홍보, 대한민국 거주 아일랜드 국민의 보호와 지도, 문서의 공증, 국적, 호적, 여권 및 사증 업무 등이다.

## 같이 보기
- 대한민국-아일랜드 관계
- 주아일랜드 대한민국 대사관
- 아일랜드의 재외공관 목록
- 대한민국 주재 외국공관 목록